# Tectarius muricatus
Tectarius muricatus är en snäckart som först beskrevs av Carl von Linné 1758.  Tectarius muricatus ingår i släktet Tectarius och familjen strandsnäckor. Inga underarter finns listade i Catalogue of Life.